# Filstalbahn
Filstalbahn – linia kolejowa w Wirtembergii, w południowych Niemczech, łącząca Stuttgart przez Göppingen z Ulm. Od Plochingen do Geislingen an der Steige biegnie przez dolinę rzeki Fils.